# Omadius russeli
Omadius russeli is een keversoort uit de familie mierkevers (Cleridae). De wetenschappelijke naam van de soort is voor het eerst geldig gepubliceerd in 2010 door Gerstmeier.
De soort komt voor op Celebes (Indonesië).